# Experto

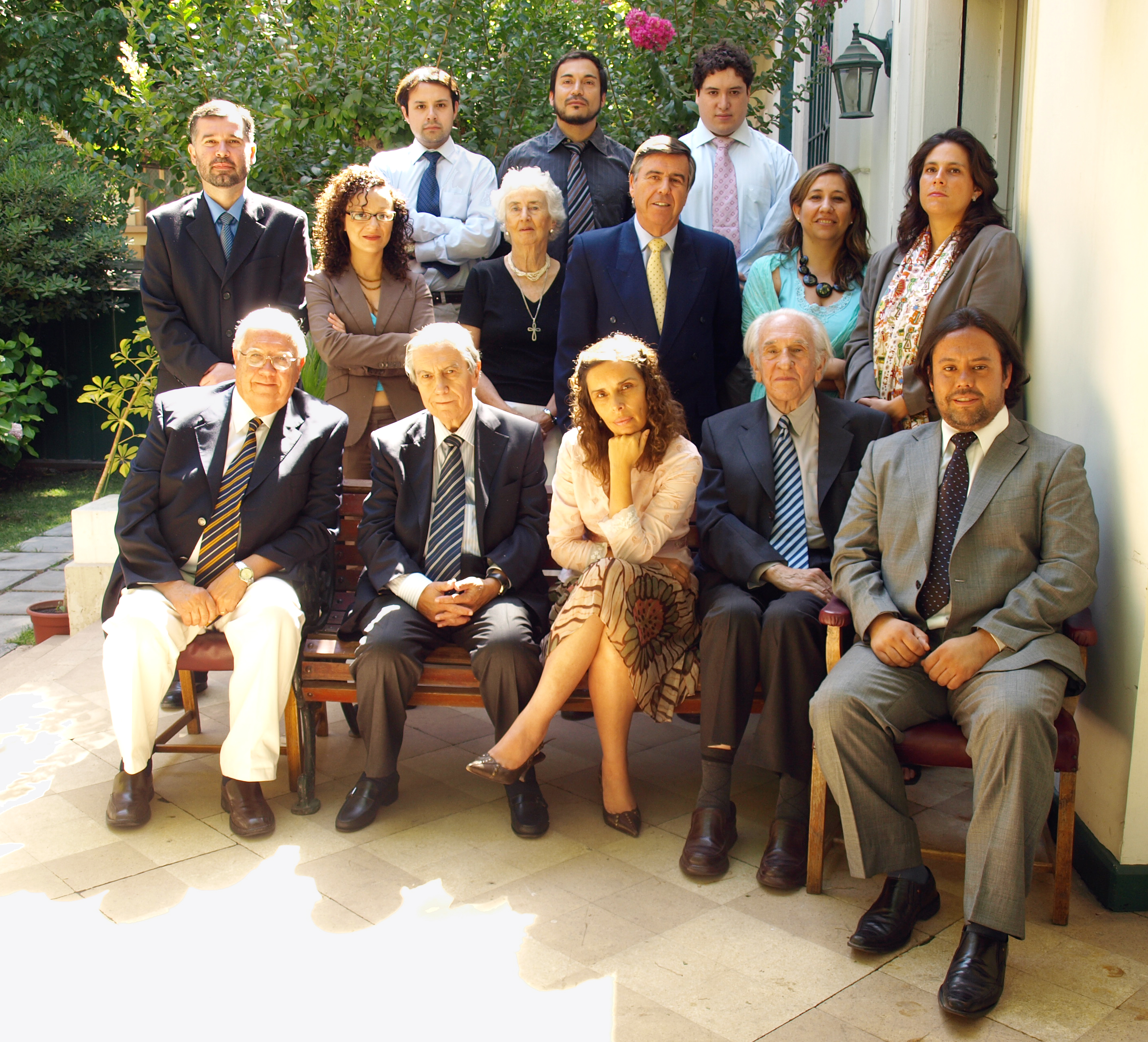
Corpo acadêmico do Instituto de Estudios Internacionales de la Universidad de Chile (2009), congregando expertos em relações internacionais.

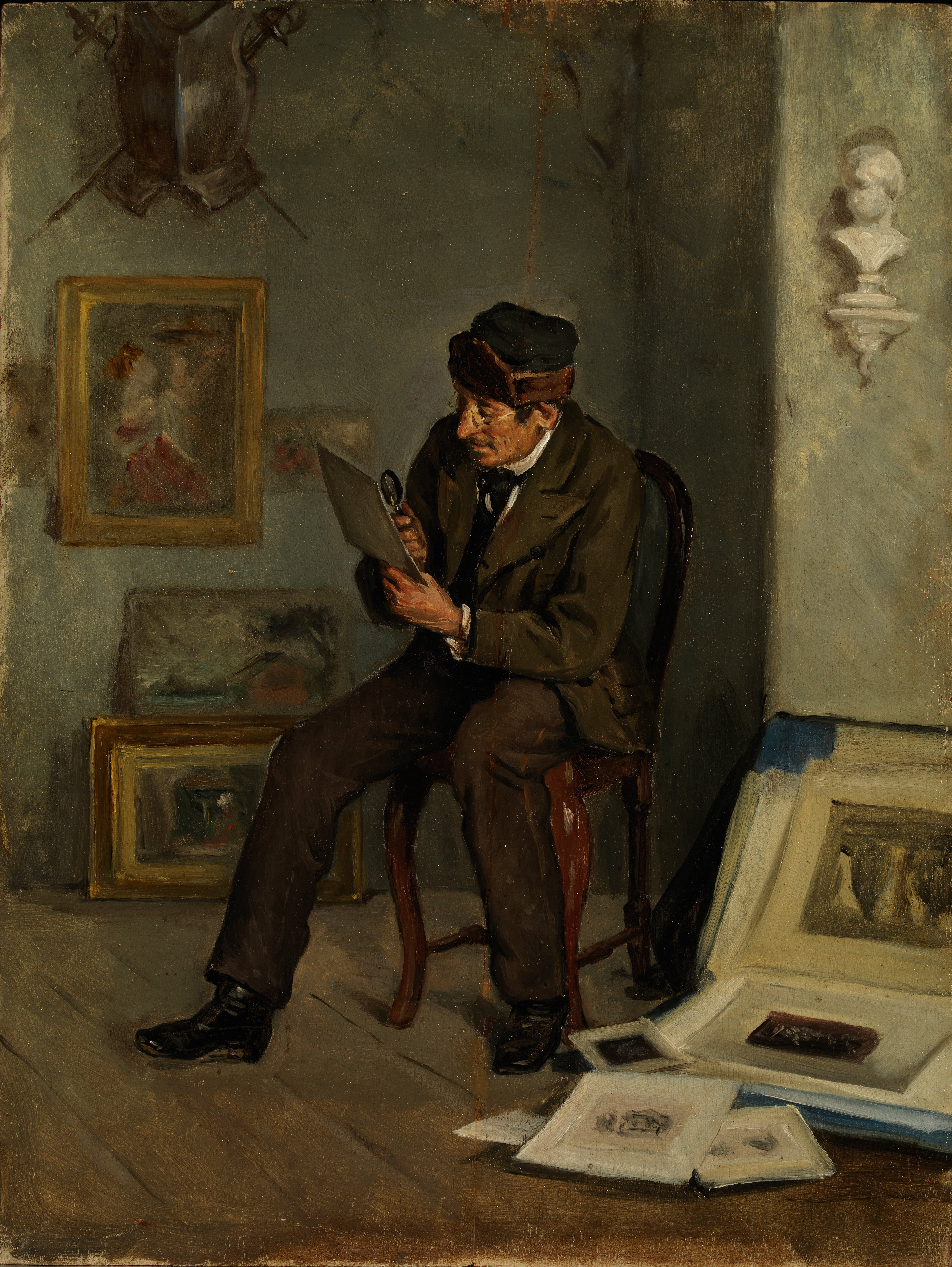

Experto (do latim expertus), especialista ou perito (do latim peritu) é alguém amplamente reconhecido como uma fonte confiável de técnica ou habilidade, cuja capacidade de julgar ou decidir corretamente, justamente ou sabiamente, lhe confere autoridade e status por seus pares ou pelo público. Um experto, falando mais genericamente, é uma pessoa com vasto conhecimento ou capacidade numa área de estudo em particular. Expertos são chamados a opinar sobre os assuntos que dominam, mas nem sempre concordam sobre as particularidades de um campo de estudo. Acredita-se que um experto, em virtude de treinamento, educação, profissão, publicação de trabalhos ou experiência, tenha um conhecimento especial sobre um determinado assunto que vai além daquele de uma pessoa mediana, o que é suficiente para que outros possam (oficial e legalmente) confiar na opinião do indivíduo. Historicamente, expertos eram denominados "sábios". Geralmente, um sábio era um filósofo culto, diferenciado pela sabedoria e sólido julgamento.Muitas pessoas acham que podem aprender qualquer coisa com um vídeo de 20 minutos, o estudo leva tempo e ser esperto leva disciplina e ambição. existem diferentes tipos de pessoas expertas, desde matérias da escola, manipulação, etc. 

### Definição
- Definição de expertoem Grande dicionário de sinônimos e antônimos de Osmar Barbosa.

### Questionamentos
- AMORIM, Ginara Lene de. Laudo contábil: aspectos formais e caráter científico. Visitado em 28 de janeiro de 2007.
- DEL-CAMPO, Eduardo Roberto Alcântara. Divergência aparente entre Peritos Criminais e Médicos Legistas[ligação inativa]. Visitado em 28 de janeiro de 2007.

## Outras leituras
Livros e publicações
- Ikujiro Nonaka, Georg von Krogh, e Sven Voelpel, Organizational Knowledge Creation Theory: Caminhos Evolutivos e Futuros Avanços. Organization Studies, Vol. 27, No. 8, 1179-1208 (2006). SAGE Publications, 2006. DOI 10.1177/0170840606066312
- Lennart Sjöberg (2001), Limits of Knowledge and the Limited Importance of Trust. Risk Analysis 21 (1), 189–198. doi 10.1111/0272-4332.211101
- Barbara K. Hofer and Paul R. Pintrich, The Development of Epistemological Theories: Beliefs about Knowledge and Knowing and Their Relation to Learning. Review of Educational Research, Vol. 67, No. 1 (Spring, 1997), pp. 88–140 doi 10.2307/1170620
- B Wynne, May the sheep safely graze? A reflexive view of the expert-lay knowledge divide. Risk, Environment and Modernity: Towards a New Ecology, 1996.
- Thomas H. Davenport, et al., Working knowledge . 1998, knowledge.hut.fi.
- Mats Alvesson, Knowledge work: Ambiguity, image and identity. Human Relations, Vol. 54, No. 7, 863-886 (2001). The Tavistock Institute, 2001.
- Peter J. Laugharne, Parliament and Specialist Advice, Manutius Press, 1994.
- Jay Liebowitz, Knowledge Management Handbook. CRC Press, 1999. 328 pages. ISBN 0-8493-0238-2
- C. Nadine Wathen and Jacquelyn Burkell, Believe it or not: Factors influencing credibility on the Web. Journal of the American Society for Information Science and Technology, VL. 53, NO. 2. PG 134-144. John Wiley & Sons, Inc., 2002. DOI 10.1002/asi.10016
- Nico Stehr, Knowledge Societies. Sage Publications, 1994. 304 pages. ISBN 0-8039-7892-8

Patentes
- U.S. Patent 4 803 641, Basic expert system tool, Steven Hardy et al., Arquivado 25 de Novembro de 1987, Emitido 7 de Fevereiro de 1989.